# Rue Lentonnet
La rue Lentonnet est une voie du 9e arrondissement de Paris, en France.

## Situation et accès
La rue Lentonnet est une voie publique située dans le 9e arrondissement de Paris. Elle débute au 16, rue Condorcet et se termine au 21, rue Pétrelle. Elle est bordée de beaux immeubles en pierre de taille de la fin du XIXe siècle.

## Origine du nom
Elle porte le nom du lieutenant-colonel Jean-Louis Lentonnet (1840-1895).
Ce militaire, né à Paris le 4 octobre 1840, commandant le 2e bataillon du régiment de tirailleurs algériens mis sur pied pour l'expédition de Madagascar, est cité pour l'intelligence avec laquelle il a défendu à Tsaratasoa le poste qui lui était confié contre des milliers de soldats hovas. Il était officier de la Légion d'honneur. Il fut nommé lieutenant-colonel au régiment d'Algérie le 11 juillet 1895 et mourut le 17 juin 1896 à bord du navire Le Djemmah, lors de son retour de Madagascar en France. Il fut immergé dans la mer Rouge.

## Historique
Cette voie est ouverte de 1894 à 1896, sous le nom de « rue Alphonse-Poittevin », sur l'emplacement des Ateliers de fourniture militaire Godillot, qui recouvraient la totalité du quadrilatère limité par les rues de Rochechouart, Condorcet, Pétrelle, et du Faubourg-Poissonnière, et qui furent incendiés le 30 juin 1895 et démolis l'année suivante.
La voie prend sa dénomination actuelle par arrêté du 10 juin 1897.
La rue Lentonnet, présente avec la rue Thimonnier une remarquable unité architecturale typique de la fin du XIXe siècle, avec une réelle originalité, homogène sans aucune monotonie.
Les immeubles ont été construits par différents architectes réputés. Il semble qu'aucune contrainte ne leur ait été imposée, et qu'ils aient bénéficié de la liberté post-haussmannienne et des progrès de la construction. Les balcons de l'étage noble et du cinquième étage dégagent une impression d'harmonie.

## Bâtiments remarquables et lieux de mémoire
On remarquera particulièrement les façades des immeubles suivants : 
- A un numéro inconnu vécut Dominique Moïsi durant son enfance[3].
- nos 3 et 5, construits par P. Lobrot, architecte à Paris (1896) ;
- no 6, par Jules Lombard, architecte de l’École de Nancy (1897) ;
- nos 8 et 10, par Georges Farcy, architecte à Paris (1896) ;
- no 9, par Alfred Wolfrom, architecte à Paris, et Rousseau, sculpteur (1896) ;
- no 14, par Louis Maechler, dont le cabinet d'architecte se trouvait au 71, rue Doudeauville à Paris, et qui construisit plusieurs immeubles dans le XVIIe arrondissement (avenue Niel notamment), et F. Bondenet et Fils (1897) ;
- no 16, bâti également par Louis Maechler (1896) ;
- L'entrée du no 14 est en outre surmontée d'une intéressante marquise de métal et de verre.

## Sources
- Guide du quartier Trudaine-Rochechouart édité par la mairie du 9e arrondissement.